# Pérola (cantora)
Jandira Sassingui Neto (Huambo, 28 de abril de 1983), mais conhecida como Pérola, é uma cantora e compositora angolana.

## Biografia
Nascida na província do Huambo, Pérola é filha de mãe médica e pai advogado e músico (Manuel Sassingui, já falecido, fez parte de um grupo musical, Estrelas do Sul). 
Começou a cantar com 8 anos e fazendo assim apresentações de canto e dança para os seus vizinhos e pessoas próximas, como forma de passatempo.
Com nove anos, com a mãe e os três irmãos, teve de mudar-se do Huambo para Luanda por causa da Guerra Civil Angolana. Quatro anos depois foram para Windhoek, capital da Namíbia. Neste tempo continuou os seus estudos e não deixou de parte a música, tendo feito parte de um grupo de música e dança no colégio que então se chamou ´Earth Girls´, tendo actuado na sua instituição várias vezes.
Ainda na Namibia, fez parte de um concurso de descoberta de talentos que foi organizado pela Igreja Católica, tendo vencido como: melhor dueto e melhor performance feminina da noite.
Estudou Direito na Universidade de Pretória, na África do Sul. Aqui teve a primeira grande oportunidade no mundo da música, no programa de caça talentos Coca Cola Pop Stars. Acabaria por ser desclassificada por não ser sul-africana.
Tem três filhos com Sérgio Neto, director executivo da Semba Comunicação.A valentine, sua primeira filha, nasceu no dia 17 de Outubro de 2012 (no hospital de Lisboa) e Kenzo Zaniel.

Em 2022, foi considerada a cantora Angolana com mais seguidores nas redes sociais.

Pérola tornou-se numa das artistas Angolana com maior destaque internacional tendo compartilhado diversos palcos com artistas de grande renome internacional como: Soraia Ramos, Calemas, Lizha James, Ivete Sangalo, Leo Santana e Alexandre Pires.

## Discografia
- Os Meus Sentimentos (2004)
- Cara & Coroa (2009)
- Ao Vivo no Cine Atlântico ( 2012 )
- Mais de mim  (2014)
- Sincera  (2022)

## Prémios e nomeações
| Ano  | Categoria                                                | Recipiente | Resultado |
| ---- | -------------------------------------------------------- | ---------- | --------- |
| 2005 | Prémios Kora — Melhor Artista Feminina da África Austral | Pérola     | Venceu    |